# Узбекистанско-черногорские отношения
Узбекистанско-черногорские отношения — двусторонние дипломатические отношения между Узбекистаном и Черногорией.

## История
30 ноября 2006 года Узбекистан признал независимость Черногории. Соответствующее распоряжение подписал президент Узбекистана Ислам Каримов.
Дипломатические отношения между странами были официально установлены 19 декабря 2006 года путём обмена нотами.
Между странами практически не было дипломатических контактов. Президент Узбекистана Шавкат Мирзиёев несколько раз поздравлял президента Черногории с Днём государственности (13 июля) — в 2018, 2019 и 2020 годах.
14 октября 2014 года состоялась встреча с находящейся в Узбекистане с визитом делегацией Черногории во главе с советником президента по экономическим вопросам Руждией Тузовичем. На встрече состоялся обмен мнениями по перспективам развития узбекско-черногорских отношений в политической, торгово-экономической, культурно-гуманитарной и других сферах.
1 июня 2020 года Черногория открыла границы для более чем ста стран. Среди них был Узбекистан.

## Торговля
В 2020 году черногорский импорт товаров из Узбекистана составил 55,02 тыс. $, а черногорский экспорт в Узбекистан, по состоянию на 2019 год, составил 27,97 тыс. $.